# Eatontown
Eatontown es un borough ubicado en el condado de Monmouth en el estado estadounidense de Nueva Jersey. En el año 2010 tenía una población de 12,709 habitantes y una densidad poblacional de 830 personas por km².

## Geografía
Eatontown se encuentra ubicado en las coordenadas 40°17′37″N 75°03′18″O / 40.29361, -75.05500.

## Demografía
Según la Oficina del Censo en 2000 los ingresos medios por hogar en la localidad eran de $53,833 y los ingresos medios por familia eran $69,397. Los hombres tenían unos ingresos medios de $49,508 frente a los $35,109 para las mujeres. La renta per cápita para la localidad era de $26,965. Alrededor del 5.7% de la población estaba por debajo del umbral de pobreza.